# 還曆
還曆、還甲、回甲、花甲之年、六甲等，指人的年齡滿六十歲之高齡的甲子作為虛歲，也說六十甲子。
漢民族及周邊許多民族受到此文化的影響，在計算年齡時，都以天干地支的順序來表示。一個循環從甲子開始，接着是乙丑、丙寅……依序共有六十個組合，因此，干支每六十年就會循環一次，即一個人到60歲（出生時1虚岁）時，就逢一個六十甲子，正是再次重新算起的時候，故稱「還曆」、「還甲」、「回甲」，又名“花甲”，與天干地支有關。
傳統上，滿一甲子會有一定的慶祝儀式。

## 文學
南朝沈約等人所著《宋書》列傳第三十八：「攻城凡十八日，解圍還曆下……」
《全唐文·卷256》〈故刑部尚書中山李公詩法記〉（唐朝蘇頲所作）：「唐開元四年……還曆二日，自說齋祭滌濯之事，願言賦詩……」